# Kosmos 5
Kosmos 5, em russo Ко́смос 5 
(Cosmos 5), ocasionalmente chamado no ocidente de Sputnik 15, foi o quinto satélite da série Kosmos.
O objetivo desse satélite era duplo: uma demonstração de superioridade tecnológica e como parte do programa de desenvolvimento de sistemas para a plataforma de satélite MS, gravar dados sobre raios cósmicos e radiação.
Ele foi lançado por um foguete Kosmos-2I (63S1 - 4LK), sendo o sexto voo deste foguete, e o quarto a atingir a órbita pretendida com sucesso.
O Kosmos 5 foi um satélite construído sobre a plataforma 2MS, o segundo de dois desse modelo que seriam lançados.